# Fiktiver Wähler
Ein Fiktiver Wähler ist ein statistischer Begriff des Bundesamts für Statistik in der Schweiz für die Berechnung der Anzahl Wähler bei den Nationalratswahlen auf gesamtschweizerischer Ebene.
Im Gegensatz zu anderen Staaten hat das Wahlvolk je nach Einwohnerzahl ungleich viele Stimmen. Aufgrund der letzten Volkszählung wird die Anzahl Sitze je Kanton festgelegt.

## Berechnungsweise
Eine wahlberechtigte Person in sogenannten Einerwahlkreisen – Wahlkreisen mit nur einem einzigen Sitz im Nationalrat – hat bloss eine Stimme. In diesen Kantonen können alle Wahlberechtigten des jeweiligen Kantons als Abgeordnete gewählt werden. Und nicht nur gemeldete Kandidierende. So entfallen Stimmen auf offizielle Kandidaturen und auf Vereinzelte. Theoretisch könnte also jeder Wahlberechtigte sich selber wählen. Jede Stimme zählt 1:1 für die Berechnung der fiktiven Wähler. Dies gilt für die Kantone Appenzell Ausserrhoden, Appenzell Innerrhoden, Glarus, Nidwalden, Obwalden und Uri.
In allen anderen Kantonen werden mehr als ein(e) Nationalrat/Nationalrätin gewählt. Je nach Anzahl Einwohner zwischen 2 und 35 (Kanton Zürich). In den Mehrfachwahlkreisen hat somit jeder Wähler so viele Stimmen, wie in seinem Kanton Sitze zu vergeben sind. Diese Stimmen kann er an beliebige Kandidaten der sich zur Wahl stellenden Listen vergeben (Panaschieren). Eine Stimme für einen Kandidaten ist gleichzeitig eine Stimme für dessen Partei. Hat ein Wähler nicht alle seine Stimmen an Kandidierende vergeben, gehen diese Stimmen als sogenannte «Zusatzstimmen» an die von ihm gewählte Liste. Wenn der Wähler keine Liste auswählt, sondern einen so genannten «Wahlzettel ohne Parteibezeichnung» – auch Blankoliste genannt – verwendet, verfallen nicht benutzte Stimmen (sog. Leere Stimmen).
Um zu überkantonal vergleichbaren Ergebnissen zu kommen, muss zuerst die Anzahl fiktiver Wähler pro Kanton und Partei berechnet werden. Und die Summe aller fiktiven Wähler der einzelnen Kantone sind dann die Wähler auf Landesebene (z. B. 2015 SVP auf 734'171 Wähler gerundet). Ein «Wähler» kann aber auch mehreren Personen bestehen, die nur jeweils einen Kandidaten der betreffenden Partei auf ihrer Liste aufgeführt haben.
Das Bundesamt für Statistik benutzt daher den Begriff fiktiver Wähler für den Wähler, da ein effektiver Wähler auch nur ein Teilwähler sein kann. Die Zahl der Wähler entspricht der Anzahl gültiger Wahlzettel. Auf Kantonsebene ist die Summe aller Parteistimmen (Summe der Kandidatenstimmen von Kandidierenden einer Partei plus Zusatzstimmen = leere Felder einer Parteiliste) Berechnungsgrundlage.

## Beispiel Einerwahlkreis
Der Kanton Nidwalden hat aufgrund der Einwohnerzahl der letzten Volkszählung Anrecht auf einen Nationalratssitz. Das Ergebnis:
Kanton Nidwalden (1 Sitz)
| Name                | Partei      | Stimmen | fiktive Wähler |
| ------------------- | ----------- | ------- | -------------- |
| Peter Keller        | SVP         | 13'380  | 13'380         |
| Andreas Fagetti     | parteilos 1 | 2'776   | 2'776          |
| Vereinzelte Stimmen |             | 0       | 0              |
| Gesamt              |             | 16'156  | 16'156         |

Die Anzahl Parteistimmen (SVP, Demokratie ermöglichen und Vereinzelte Stimmen) beträgt 16'156, die Anzahl fiktiver Wähler ist ebenfalls 16'156.

## Beispiel Mehrfachwahlkreis
Der Kanton Luzern hat aufgrund der Einwohnerzahl der letzten Volkszählung Anrecht auf zehn Nationalratssitze. Das Ergebnis:
Kanton Luzern (10 Sitze)
| Partei                                | Kürzel | Stimmen   | fiktive Wähler |
| ------------------------------------- | ------ | --------- | -------------- |
| Schweizerische Volkspartei 2          | SVP    | 383'859   | 38'806,70      |
| Christlichdemokratische Volkspartei 3 | CVP    | 321'082   | 32'460,18      |
| FDP.Die Liberalen 4                   | FDP    | 248'581   | 25'130,60      |
| Sozialdemokratische Partei 5          | SP     | 182'527   | 18'452,79      |
| Grüne 6                               | GPS    | 95'210    | 9'625,37       |
| Grünliberale Partei 7                 | glp    | 77'661    | 7'851,23       |
| Bürgerlich-Demokratische Partei       | BDP    | 18'405    | 1'860,68       |
| Evangelische Volkspartei              | EVP    | 8'494     | 858,71         |
| Integrale Politik                     |        | 4'659     | 471,01         |
| Parteilose Schweizer                  |        | 4'510     | 455,94         |
| Schweizer Demokraten                  | SD     | 1'175     | 118,79         |
| Gesamt                                |        | 1'346'163 | 136'092        |

Die Anzahl Parteistimmen beträgt 1'346'163 (Kandidatenstimmen und Zusatzstimmen), die Anzahl fiktiver Wähler ist 136'092 (Anzahl gültige Wahlzettel). Berechnung: Parteistimmen Partei X geteilt durch die Gesamtzahl der Parteistimmen, multipliziert mit der Anzahl gültiger Wahlzettel ergibt die fiktiven Wähler. Beispiel SD (1'175:1'346'163 × 136'092 = 118,79 fiktive Wähler).
Bei 136'092 gültigen Wahlzetteln ergibt sich bei 10 Sitzen ein maximales Total von 1'360'920 Parteistimmen. Die Differenz zwischen diesem Maximum und den Parteistimmen (1'346'163) beträgt 14'757. Dies entspricht der Anzahl Leerstimmen = nicht ausgefüllte Zeilen auf Wahlzetteln ohne Parteibezeichnung.
Die zusammengezählte Summe aller fiktiven Wähler einer Partei in den Kantonen ergibt dann die Anzahl fiktiver Wähler auf Bundesebene.
Im Kanton Zürich wurden 2015 alle Wahlzettel ausgewertet. Damit weiss man nun im Kanton Zürich genau, auf wie vielen der 427'769 gültigen Wahlzettel die SVP, die FDP, die SP etc. mindestens 1× gewählt wurde. Somit ist in Zürich bekannt, wie viele Wähler eine Partei hat (=effektive Wähler). In anderen Kantone wurden die Wahlzettel (noch) nicht auf diese Art ausgewertet und die Anzahl effektive Wähler ist nur in den Einerwahlkreisen und im Kanton Zürich bekannt.